# Павленко, Ирина Яковлевна
Ирина Яковлевна Павленко (род. 2 марта 1959, Каменец-Подольский, Украина) — фольклорист, литературовед, доктор филологических наук (2009 г.), профессор (2011 г.), заведующий кафедрой русской филологии Запорожского национального университета (с 2008 г.).

## Биография
В 1979 г. окончила с отличием Запорожский государственный педагогический институт по специальности «Русский язык и литература» с присвоением квалификации «Учитель русского языка и литературы средней школы».
С 1979 до 1980 гг. работала учителем в средней школе № 6.
Училась в аспирантуре Запорожского государственного университета, научный руководитель - доктор филологических наук, профессор Тихомиров Владимир Николаевич.
С 1980 г. работает в Запорожском педагогическом институте на должности преподавателя кафедры русской и зарубежной литературы.
В ноябре 1989 г. защитила диссертацию на соискание ученой степени кандидата филологических наук в специализированном Ученом совете Института литературы им. Т. Г. Шевченко АН УССР на тему «Романы Марко Вовчок о новых людях и русский литературный процесс 60-70-х годов XIX в. Проблемы типологии».
2 ноября 1993 г. присвоено ученое звание доцента кафедры русской и зарубежной литературы.
С 1 сентября 2008 г. работает в должности заведующего кафедрой русской филологии Запорожского национального университета.
13 мая 2009 г. защитила докторскую диссертацию «Динамика функционирования устной эпической традиции (на материале Нижнего Приднепровья)» по специальности 10.01.07 - фольклористика (специализированный совет Института искусствоведения, фольклористики и этнологии им. М. Т. Рыльского НАН Украины).
16 декабря 2009 г. присвоена степень доктора филологических наук.
С сентября 2011 г. занимает должность профессора кафедры.

## Научная деятельность
С 1982 г. руководит фольклорной практикой студентов и сама занимается сбором фольклора Запорожской области.
Инициатор создания лаборатории фольклористики и художественного перевода Запорожского национального университета, в которой работала с 2004 по 2010 гг. на общественных началах старшим научным сотрудником. В лаборатории создан архив уникальных фольклорных записей, отражающих современное состояние функционирования фольклорной традиции в регионе, создан электронный каталог изданных фольклорных материалов с Нижнего Приднепровья и имеющихся в архивах Украины и России.
С 1998 г. - председатель жюри секции "Фольклористика" Запорожского областного отделения МАН, с 2012 г. проводит тренинги с победителями областного этапа ученической олимпиады по русскому языку и литературе.
В 2006 - 2008 г. управляла выполнением госбюджетной научно-исследовательской работы № 7/06 «Запорожье и запорожцы в фольклоре и литературе».
Выступала инициатором и принимала активное участие в организации кафедрой русской филологии всеукраинских научных конференций «Гендерные исследования в филологических науках» (2009) и «Русская словесная культура: тенденции развития и проблемы преподавания в современных условиях» (2011).
В 2013-2014 гг. организовала и провела лицензирования нового профессионального направления «Перевод (украинский, русский, польский / болгарский языки)» для направления подготовки 6.020303 «Филология».
Была членом апелляционной комиссии на Всеукраинской студенческой олимпиаде по русскому языку и литературе в г. Каменец-Подольском (2013 г.), членом оргкомитета и жюри Всеукраинского конкурса студенческих научных работ по славянским языкам и литературам в г. Запорожье (2015 г.).
В 2014 г. - член экспертного совета по вопросам проведения экспертизы диссертационных работ по филологическим наукам и социальным коммуникациям. Приказ МОН от 27.01.2014 г. № 78.
В 2015 г. - эксперт Научного Совета МОН Украины (секция «Литературоведение, языкознание, искусствоведение и социальные коммуникации»).
Член редколлегии двух профессиональных научных изданий «Вестник Запорожского национального университета. Серия: филологические науки (с 2014 г. - заместитель главного редактора) и «Государство и регионы», сборника «Запорожские еврейские чтения», сборника материалов конференции «Молодая наука»; член экспертного совета МОН по аккредитации филологических специальностей; эксперт Департамента аттестации кадров МОН (ГАК).
Член специализированного совета по защите докторских и кандидатских диссертаций при Институте искусствоведения, фольклористики и этнографии им. М. Т. Рыльского НАН Украины; официальный эксперт Института инновационных технологий и содержания образования МОН Украины учебников, учебных пособий, электронных учебных пособий по специальности «Фольклористика»; эксперт Приднепровского центра НАН Украины и МОН Украины (секция «Общественные и гуманитарные науки»); член жюри Всеукраинской олимпиады по русскому языку и литературе; председатель жюри секции «Фольклористика» Запорожского областного отделения МАН; председатель жюри областного смотра фольклорных коллективов; член жюри Международного молодежного конкурса «Золотая копилка» г. Запорожье (2014 г.).

## Научно-популярная деятельность
- Выступает на каналах «Запорожье», «ТВ-5», «МТМ»; вместе с журналистами ГТРК «Запорожье» подготовила 17 выпусков научно-популярного телевизионного цикла «Легенды Запорожья»;
- Выступает с публичными научными лекциями (для учителей и библиотекарей в областной научной библиотеке им. М. Горького, для председателей национальных обществ, для запорожского отделения Конгресса литераторов Украины);
- Проводит научно-методические областные семинары: для учителей («Школа филологических наук для учителей украинского языка и литературы, русского языка и литературы, мировой литературы учебных заведений г. Запорожье» (2014-2015 гг.), для руководителей фольклорных коллективов (2013-2014 гг.), для Запорожского областного центра народного творчества, Запорожского центра детского творчества (2014 г.);
- Проводит литературные вечера, научные чтения при участии студентов (литературные чтения «Лермонтов и современность», литературный вечер, посвященный 200-летнему юбилею М. Ю. Лермонтова, 2014 г. и т. д.).

## Публикации
Автор более 100 печатных работ, в том числе:
- двух монографий («Легенди та перекази Нижньої Наддніпрянщини: буття у просторі та часі» / «Легенды и предания Нижнего Приднепровья: бытие в пространстве и времени», «Історичні пісні Запорожжя: регіональна специфіка та шляхи поширення» / «Исторические песни Запорожья: региональная  специфика и пути распространения»),
- более сорока статей в профессиональных изданиях (посвященных изучению фольклора Нижнего Приднепровья),
- девяти публикаций за рубежом,
- двух сборников фольклорных произведений.
Подготовила к печати и опубликовала
- разделы в двух учебных пособиях: «Литература и философия (пособие по спецкурсу)» (в соавторстве) – 1992 г.; «Гендерные студии в литературоведении: Учебное пособие» (с грифом МОН Украины) (в соавторстве) – 2008 г.;
- практикум «Русское устное народное творчество: практикум для соискателей степени высшего образования бакалавра направления подготовки «Язык и литература (русский)» - 2015 г.;
- две программы практик с методическими рекомендациями и указаниями (одну в соавторстве) – 2012 г.;
- пять методических указаний: Методические рекомендации по подготовке к спецсеминару «Древнерусская литература и фольклор» для студентов филологических факультетов – 1992 г.; «История русской литературы 18 века (для студентов филологического факультета)» - 1993 г.; «Методические рекомендации к написанию и оформлению курсовых и квалификационных работ студентов образовательно-квалификационных уровней «бакалавр», «специалист», «магистр» - 2012 г. (в соавторстве); «История русской литературы первой половины 19 в.: Методические рекомендации к семинарским занятиям для соискателей степени высшего образования бакалавра направления подготовки «Язык и литература (русский)», «Перевод (украинский, русский, польский / болгарский языки)» - 2015 г.

## Награды
Грамота и отличие ректора Запорожского национального университета за 3-е место в общеуниверситетском рейтинге «Лучший ученый года» (2013 г.);
Диплом за победу в университетском конкурсе научно-педагогических работников «Лучший ученый года - 2013» в категории «профессора»;
Грамота ректора ЗНУ за руководство научной работой студентов (2013-2014 гг.);
Грамота МОН МСУ за подготовку победителя конкурса студенческих научных работ по русскому языку и литературе (диплом 1-й степени) (2010 г., 2012 г.);
Медаль Запорожской областной администрации «За развитие Запорожского края» (2009 г.). Удостоверение № 50-К.
Благодарность временно исполняющего обязанности председателя облгосадминистрации «За весомый вклад в социальное и культурное развитие Запорожской области и участие в конкурсе «Хозяйка своего края» (2008 г.).
Знак МОН Украины «Отличник образования Украины» (2006 г.). Свидетельство № 76223.
Грамота президента Малой академии наук Украины «За весомый вклад в развитие одаренной молодежи» (2006 г.).
Почетный знак МОН Украины «Отличник образования Украины» (2005 г.)

## Работы И. Я. Павленко
http://bazhum.muzhp.pl/media//files/Studia_Rossica_Posnaniensia/Studia_Rossica_Posnaniensia-r2001-t29/Studia_Rossica_Posnaniensia-r2001-t29-s17-25/Studia_Rossica_Posnaniensia-r2001-t29-s17-25.pdf Архивная копия от 26 мая 2019 на Wayback Machine

http://odrodzenie.org.ua/2003-6/konf/04_2005/pavlenko.pdf Архивная копия от 18 мая 2021 на Wayback Machine

https://web.archive.org/web/20180928230927/http://nte.etnolog.org.ua/zmist/2004/N6/Art02.htm

http://dspace.nbuv.gov.ua/xmlui/bitstream/handle/123456789/76107/53-Pavlenko.pdf?sequence=1

https://web.archive.org/web/20180423152700/http://journal.kdpu.edu.ua/world_lit/article/view/1612/1273

https://www.youtube.com/watch?v=dO6Jeuvq8HM